# ليو دي
ليو دي (بالصينية: 刘荻) هي كاتِبة صينية، ولدت في 9 أكتوبر 1981.
1. 1 2   https://cpj.org/data/people/liu-di/. {{استشهاد ويب}}: |url= بحاجة لعنوان (مساعدة) والوسيط |title= غير موجود أو فارغ (من ويكي بيانات) (مساعدة)